# 사려니숲길

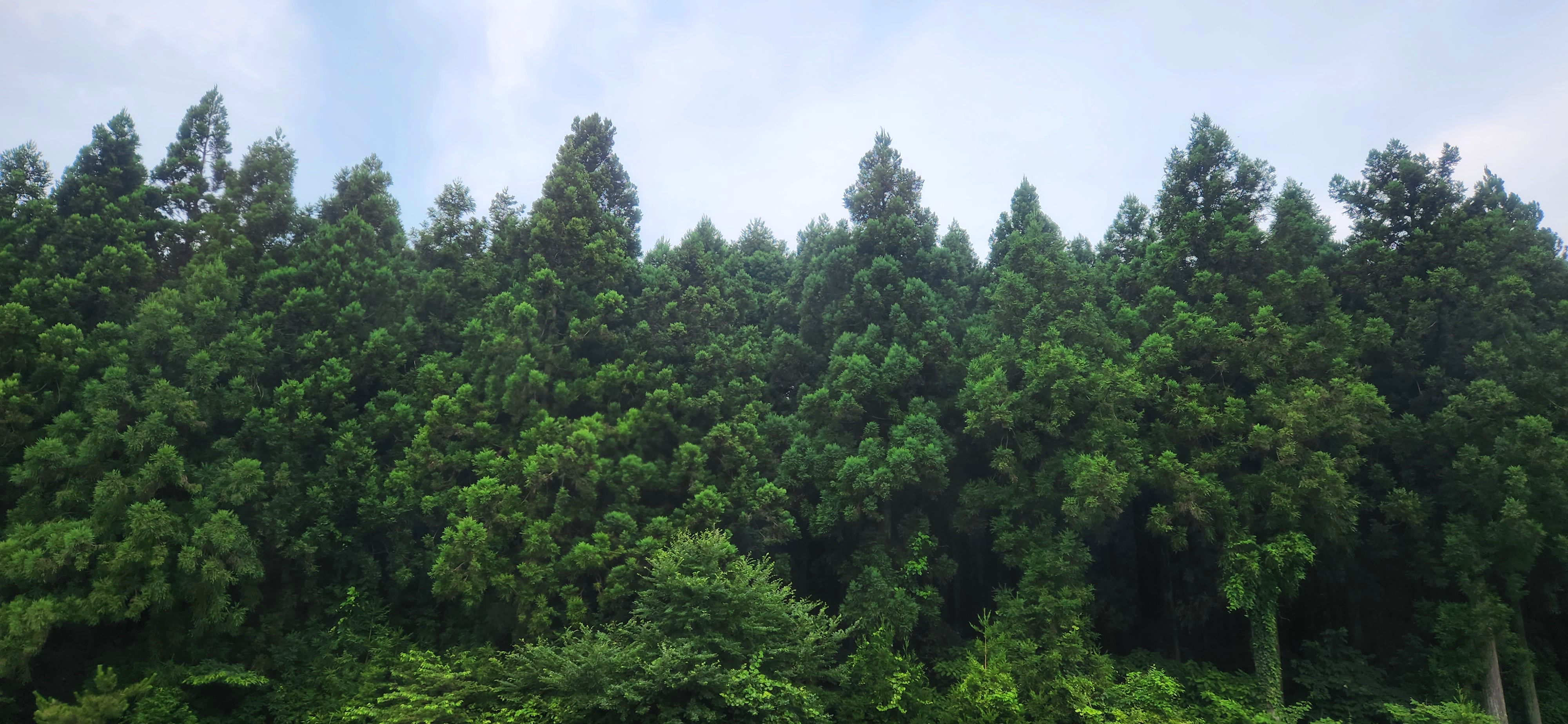
사려니숲길의 외부 모습

사려니숲길은 비자림로를 시작으로 물찻오름과 사려니오름을 거쳐가는 숲길로 삼나무숲이 우거진 지방도 제1112호선 초입에 위치하고 있다. 
졸참나무, 서어나무, 때죽나무, 편백나무, 삼나무 등 다양한 수종이 서식하고 있으며 평균 고도는 550m이다. '제주 숨은 비경 31곳' 중 하나로 훼손되지 않은 청정 숲길로 유명해 특히 트래킹을 좋아하는 여행자들에 인기가 높다.
사려니는 '살안이' 혹은 '솔안이'라고 불리는데 여기에 쓰이는 살 혹은 솔은 신성한 곳이라는 신역의 산명에 쓰이는 말이다. 즉 사려니는 신성한 곳이라는 뜻이다.
사려니숲길은 유네스코가 지정한 제주 생물권 보존 지역이기도 하다.
2009년부터 차량 출입을 통제하고 본격적인 탐방로를 조성해 국제 트레킹대회를 치르면서 현재 제주를 대표하는 숲길로 사랑받고 있다.
완만한 경사로 15km정도 이어지는 사려니숲길은 어린이나 노인들도 쉽게 완주할 수 있어 많은 관광객들이 찾고있다.
사려니숲길은 5.16도로를 지나 제주시와 서귀포를 오가는 시외 버스를 타고 교래입구에서 내려서 15분정도 걸어가거나 제주시와 표선에서 50분~1시간 간격으로 출발하는 시외버스가 비자림로 사려니숲길 입구에 선다. 또한 제주시외버스 터미널에서 1시간 간격으로 출발하는 제주시티투어버스가 비자림로 사려니숲길 입구에 선다.
이용방법은 특별 행사기간이 아니면 비자림로 사려니숲길 입구로 들어설 경우 일부구간 통제로 인해 붉은오름으로 나가던지 되돌아 나와야 한다. 성판악 주차장에서 들어서는 코스는 평상시 통제되고, 서성로 방면의 한남출입구를 이용할 경우 사려니 오름만 오르내릴 수 있다. 사려니오름은 난대산림연구서에 탐방 2일전까지 예약을 해야하고, 한남 출입구를 통해서만 입장할 수 있다.